# Chaetodipus lineatus
Chaetodipus lineatus is een zoogdier uit de familie van de wangzakmuizen (Heteromyidae). De wetenschappelijke naam van de soort werd voor het eerst geldig gepubliceerd door Dalquest in 1951.

## Voorkomen
De soort komt voor in Mexico.